# Gorune Aprikian
 (novembre 2022).
Pour les articles homonymes, voir Aprikian.
Gorune Aprikian, né le 14 février 1959 à Saint-Mandé, est un auteur, réalisateur, producteur français.

## Biographie
Gorune Aprikian est né à Saint-Mandé. Il est le fils du chef d'orchestre et compositeur Garbis Aprikian et le frère de Ara Aprikian. 
Après des études d'ingénieur à l'École nationale supérieure des mines de Saint-Étienne (promotion 1979), Gorune Aprikian se tourne vers le marketing chez AC.Nielsen puis la presse. Il dirige le marketing du Groupe Usine Nouvelle puis intègre en 1994 le groupe de presse magazine britannique Emap qui s'installe alors en France. Il y dirige alors entre-autres la presse de télévision et de cinéma Télé Star, Télé Poche, Studio Magazine, Le Film français.
En 2004, il décide de quitter le monde des grandes entreprises pour se consacrer à l'écriture et au cinéma. D'abord comme producteur puis comme auteur-réalisateur.
Il crée en 2007, la société de production Araprod en s'associant avec Marie-Claude Arbaudie ex rédactrice-en-chef du magazine Le Film Français.
Il a écrit des nouvelles, des pièces de théâtre et scénarios. Son premier scénario, Varto qui dépeint le génocide arménien, a remporté le Trophée du premier scénario du C.N.C et été sélectionné à Equinoxe. Varto a fait l'objet en 2015 d'une adaptation en roman graphique publiée aux éditions Steinkis. En 2012 son premier court-métrage Burn-out est sélectionné au Festival de Clermont-Ferrand. Il co-écrit avec Éric de Roquefeuil une pièce de théâtre sur la vie du journaliste Hrant Dink, intitulée Bosphore, qui recevra en 2014 le prix ADA-William Saroyan for Human-rights and Justice à Los-Angeles. En 2017, Gorune Aprikian réalise avec Passade son premier long-métrage. Passade a reçu de nombreux prix dont celui du meilleur film étranger au SOHO film festival de New York en 2018.

## Filmographie

### Réalisateur
- 2012 : Burn-out[3]
- 2017 : Passade[4]

### Producteur

#### Longs métrages
- 2007 : Ezra de Newton Aduaka[5]
- 2010 : La Yuma de Florence Jaugey[6]
- 2012 : Ici-bas de Jean-Pierre Denis[7]
- 2015 : Moskvitch mon amour d'Aram Shahbazyan[8]
- 2015 : Le Scandale Paradjanov de Serge Avédikian et Oléna Fetisova[9]

#### Documentaires
- 2013 : Aimé Césaire, une île d'avance de Bérengère Casanova
- 2014 : Les Incendiaires de la mémoire de Chantal Picault[10]

## Bandes dessinée et romans graphiques
- 2015 : Varto de Gorune Aprikian, Jean-Blaise Djian et Stephane Torossian, Éditions Steinkis[11]
- 2022 : Une Histoire du génocide des Arméniens de Gorune Aprikian, Jean-Blaise Djian et Kyungeun Park, éditions Petit à Petit[12].

## Théâtre
- 2010 : Bosphore de Gorune Aprikian et Éric de Roquefeuil[13]

## Distinctions
- 2007 : Trophées du premier scénario du CNC pour VARTO.
- 2014 : William Saroyan Award for Human-Rights and Justice pour Bosphore[14]
- 2017 : Southern States indie Film Festival Mississippi 2017 : Meilleur réalisateur pour Passade[15]
- 2017 : Miami Independent Film Festival : Meilleur film pour Passade[15]
- 2017 : Mediterranean Film Festival of Syracuse : Meilleur long métrage pour Passade[15]
- 2018 : Jaipur International Film Festival : Meilleur film - Golden Camel pour Passade[15]
- 2018 : Soho International Film Festival (New York) : Meilleur film étranger, pour Passade
- 2018 : Love International Film Festival (Beverley Hills) : Meilleur réalisateur[15]
- 2018 Malta Film Festival 2018 : Meilleur film pour Passade[16]